# Petero Civoniceva

a Compétitions nationales et continentales officielles uniquement.

b Matchs officiels uniquement.
Petero Civoniceva, né le 21 avril 1976 à Suva (Fidji), est un joueur de rugby à XIII australien d'origine fidjienne évoluant au poste de pilier dans les années 1990 et 2000. Au cours de sa carrière, il a été international australien participant la Coupe du monde 2008 et a été sélectionné aux Queensland Maroons pour le State of Origin dans les années 2000. En club, il effectue la majorité de sa carrière aux Brisbane Broncos avant de rejoindre Penrith Panthers.